# Дэвис, Сирил
Сирил Дэвис (англ. Cyril Davies; 23 января 1932, Бакингемшир (Англия) — 7 января 1964, Лондон) — британский блюзовый музыкант, внёсший значительный вклад в формирование британского ритм-энд-блюза, один из основателей и участников группы  Alexis Korner’s Blues Incorporated. 

## Биография
Дэвис начал свою музыкальную карьеру в начале 1950-х, играя блюз и скифл в группе с Алексисом Корнером, после знакомства с музыкой Литтл Уолтера начал играть на губной гармонике в стиле чикагского блюза. Дэвис и Корнер открыли в Лондоне музыкальный клуб под названием "England's Firstest and Bestest Skiffle Club", позже называвшийся "London Blues and Barrelhouse Club". В нём происходили выступления таких известных блюзовых исполнителей, как Muddy Waters, Sonny Terry, Memphis Slim и других. 

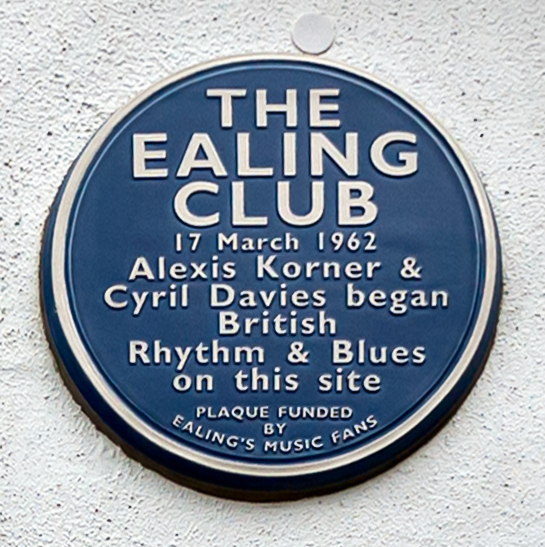
Мемориальная доска в Ealing Jazz Club, в котором выступали Алексис Корнер и Сирил Дэвис

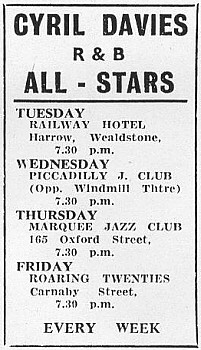
Объявление о концертах группы Cyril Davies All-Stars

В 1961 году Дэвис и Корнер получили возможность играть в популярном лондонском клубе Marquee Club, бывшем в то время основной сценой для джазовых и ритм-энд-блюзовых лондонских музыкантов. Это обеспечило им большую известность в музыкальном сообществе Лондона, и вскоре они организовали музыкальный коллектив под названием Alexis Korner’s Blues Incorporated (Blues Incorporated), куда вошли еще несколько музыкантов, исполнявших ритм-энд-блюз. Вскоре группа начала регулярные выступления и в "Ealing Jazz Club", чем увеличила свою популярность. 
В 1962 году группа Blues Incorporated подписала контракт с звукозаписывающей фирмой Decca Records и выпустила свой первый долгоиграющий альбома R&B from the Marquee. Однако в том же году Дэвис покинул Blues Incorporated из-за разногласий с Корнером и некоторыми другими членами группы о том, в каком музыкальном направлении следует далее развиваться, и организовал свой собственный коллектив под названием Cyril Davies All-Stars, в который кроме него входило ещё четыре участника. Новообразованный квинтет стал одной из первых британских групп, исполнявших ритм-энд-блюз. 
В течение 1963 года Cyril Davies All-Stars записали и выпустили два сингла: "Country Line Special" и "Preachin' the Blues". В конце 1963 года Дэвис стал чувствовать недомогание и скончался 7 января 1964 от болезни сердца (по другим источникам, от лейкоза).

## Дискография
- The Legendary Cyril Davies (1957)
- Alexis Korner And Cyril Davies (1957–61)
- Cyril Davies (1962)
- R&B from the Marquee (1962)
- The Sound of Cyril Davies (EP, 1964)
- Dealing With The Devil: Immediate Blues, Vol. 2 (1992)
- Stroll On (1992)